# Estación de Atarfe-Santa Fe
Atarfe-Santa Fe es una estación de ferrocarril situada en el municipio español de Atarfe, en la provincia de Granada. En la actualidad las instalaciones ferroviarias cumplen funciones logísticas, si bien carecen de servicios de pasajeros.

## Situación ferroviaria
La estación forma parte de la línea férrea de ancho ibérico Bifurcación Tocón-Bifurcación La Chana, punto kilométrico 114,2.

## Historia
Las instalaciones de Atarfe-Santa Fe entraron en servicio en 1874, tras la inauguración de la línea Bobadilla-Granada. La construcción de la misma había corrido a cargo de la Compañía del Ferrocarril de Córdoba a Málaga, si bien en 1877 esta se integró en la nueva Compañía de los Ferrocarriles Andaluces, que se hizo con el control de la estación. En 1941, con la nacionalización de la red ferroviaria de ancho ibérico, las instalaciones pasaron a manos de RENFE. Desde enero de 2005 el ente Adif pasó a ser el titular de las instalaciones ferroviarias. Debido a las obras para la construcción de la línea de alta velocidad Antequera-Granada, entre 2009 y 2019, durante el transcurso de las mismas el esquema de vías de la estación fue modificado.